# Wahlkreis Mainz III
Der Wahlkreis Mainz III (Wahlkreis 29) ist einer von drei Landtagswahlkreisen in Mainz, der Landeshauptstadt von Rheinland-Pfalz. Er umfasst die Stadtteile Mainz-Drais, Mainz-Ebersheim, Mainz-Finthen, Mainz-Laubenheim, Mainz-Lerchenberg und Mainz-Marienborn der kreisfreien Stadt Mainz sowie die Gemeinden Bodenheim, Gau-Bischofsheim, Harxheim, Lörzweiler und Nackenheim der Verbandsgemeinde Bodenheim des Landkreises Mainz-Bingen. Der Wahlkreis wurde zur Landtagswahl 2021 neu gebildet.

## Wahl 2021
Bei der Landtagswahl 2021 vom 14. März 2021 entfielen im Wahlkreis auf die einzelnen Wahlvorschläge:
| Direktkandidaten        | Partei           | Wahlkreisstimmen in % | Landesstimmen in % |
| ----------------------- | ---------------- | --------------------- | ------------------ |
| Patric Müller           | SPD              | 34,0                  | 36,8               |
| Hanns-Georg Schönig     | CDU              | 29,3                  | 28,0               |
| Damian Lohr             | AfD              | 04,8                  | 05,2               |
| Volker Hans             | FDP              | 05,3                  | 05,5               |
| David Nierhoff          | Grüne            | 15,0                  | 12,6               |
| –                       | Die Linke        | –                     | 02,3               |
| Heike Leidinger-Stenner | Freie Wähler     | 03,8                  | 02,9               |
| Roland Hartung          | Piraten          | 01,0                  | 00,6               |
| Claudius Moseler        | ÖDP              | 03,7                  | 01,7               |
| Beatrice Bednarz        | Klimaliste       | 01,8                  | 01,2               |
| Daniela Zaun            | Die PARTEI       | 01,5                  | 00,9               |
| –                       | Tierschutzpartei | –                     | 01,1               |
| –                       | Volt             | –                     | 01,3               |